# 女子大生の日

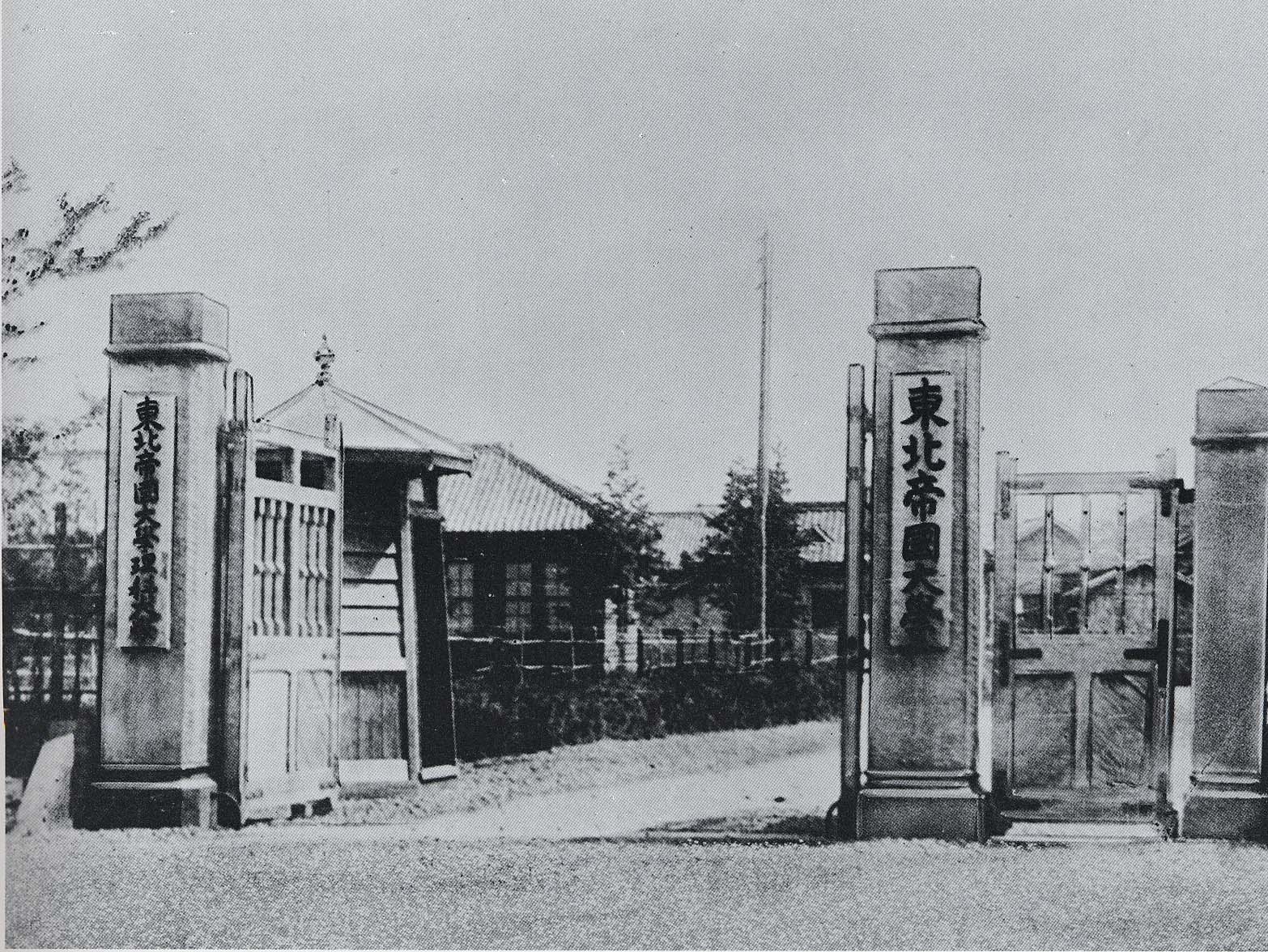
日本初の女子大生が入学した頃の東北帝国大学
1913年（大正2年）撮影

女子大生の日（じょしだいせいのひ）は、1913年（大正2年）に日本で初めて女性が大学に入学することを許可されたことを記念する日。一般に8月16日とされてきたが、根拠となる日付が誤りであったとして、東北大学からの申請を受けた日本記念日協会は2020年（令和2年）に8月21日を女子大生の日として登録した。

## 背景
明治時代の大学は高等学校を卒業した男子が進学する教育機関という位置付けであり、正規の方法で女子が入学することはできなかった。なお1901年（明治34年）に日本女子大学校が創立していたものの、専門学校令による認可を受けた学校であったため、高等教育機関ではあったが、専門学校の扱いであった。
こうした中、1911年（明治44年）に開学したばかりの東北帝国大学は、学生数の確保のため「門戸開放」と称して高等学校卒業者以外にも入学資格を拡大した。初代総長・澤柳政太郎は以前から女子の大学への入学の可能性について言及していたが、東北帝大の門戸開放は高等学校以外を卒業した男子に進学の道を開くという意味合いがあり、「女子のための」開放を意図したものではなかった。しかし、門戸開放により中等教員免許を保有していれば入学資格が生まれたため、東京帝国大学教授で、東京女子高等師範学校や日本女子大学校でも教鞭を執っていた長井長義は、東京女子高等師範学校や日本女子大学校の優秀な女性に東北帝大の受験を勧めた。両校は将来的に自校へ教師として復帰することを期待し、彼女らに進学を推奨した。
1913年（大正2年）5月に東北帝大の総長は澤柳から北条時敬に代わったが、北条は門戸開放路線を継承し、4人の女性が東北帝大の入学試験に臨んだ。そして1913年（大正2年）8月、東北帝大は3人の女子、すなわち化学科の黒田チカと丹下ウメ、数学科の牧田らくを学生として受け入れることを決定した。なお、合格発表が8月なのは、当時の帝国大学は欧米と同じく9月入学であったからである。
入学許可を得た3人は全員が既に教師として働いていたことから、入学時の年齢は最年少の牧田が24歳、黒田が29歳、最年長の丹下は40歳であった。女子学生の入学はメディアで賛否両論を呼び、男子学生は反対運動を展開し、文部省は東北帝大に「女子の帝国大学入学は前例がない」として質問状を送付したが、東北帝大は3人の合格を曲げることはなかった。こうして誕生した3人の女子大生は好奇の目にさらされながらも無事卒業し、黒田と丹下は化学者として日本の女性研究者のさきがけとなった。しかし3人の入学後、東北帝大に入学する女性はしばらく途絶え、次に女子学生が入学するまでに10年を要した。10年後に誕生した女子大生は法文学部の学生で、2人が同時に入学した。

## 日付の修正
従来、女子大生の日は8月16日とされてきたが、2020年（令和2年）に東北大学は、8月21日に修正した。新聞報道によれば、8月16日を女子大生の日と制定したのは国営昭和記念公園であり、就職氷河期と呼ばれていた1995年（平成7年）に、就職活動に苦戦する女子大生を応援しようと同日を「女子大生の日」とし、園内のレインボープールに無料招待する企画を行った。同園は「1913年（大正2年）の8月16日に東北帝大の合格発表があった」と認識していたため8月16日を女子大生の日と定め、当時の読売新聞はこれを「史実」と報じた。
8月16日は東京朝日新聞が同日付の記事で「今日、入学許可の情報が官報に公示される」と報じた日であり、読売新聞は同日付の記事で3人の女子の合格を報じるとともに、各人の自宅にまで取材に赴き、本人や関係者からコメントを取った。なお実際に官報に掲載されたのは8月21日のことである。本件に関して毎日新聞は、前述の質問状への東北帝大の回答が8月25日付になっており、新聞報道や官報での合格発表を通して女子学生の受け入れを既成事実化し、監督官庁からの横やりを阻止したと解説した。
8月16日を女子大生の日とする情報は、インターネットなどで広く流布しており、日本記念日協会でも正式に登録したわけではないが、「世間一般で言われている説」として扱っていた。例えばFC町田ゼルビアは2017年（平成29年）8月16日に、女子大生の日記念として当日の名古屋グランパスエイトとの公式戦に、学生証を持参すれば女子大生（正確には短期大学、専門学校、大学院に在籍する女子学生も可）を無料招待する企画を実施している。官報の保存・管理を担う国立公文書館も2020年（令和2年）8月16日に「今日は女子大生の日」とTwitterやFacebookで発信したが、河北新報からの指摘を受け、当該の投稿を修正した。この件を指摘した新聞記者も当初は8月16日を女子大生の日として記事を準備していたが、東北大学に事実確認の取材を行ったところ日付の誤りに気付き、「やはり当事者に確認するのが取材の基本だと痛感した」と感想をしたためている。
東北大学男女共同参画委員会は、2020年（令和2年）6月に史実に基づいた日を記念日にしようと、日本記念日協会に女子大生の日を8月21日で申請し、協会は7月に登録を決定した。これを受けて、東北大学は「正しい日付」を広めるべくイベントを企画した。このイベントは2020年（令和2年）8月21日にオンラインで開催され、第1部は日本初の女子大生・黒田チカの孫で名古屋大学名誉教授の黒田光太郎らが講演し、第2部はオープンキャンパスを兼ねて中学・高校生向けに東北大学の女子大学院生「東北大学サイエンス・エンジェル」が研究発表などを行った。
2023年（令和5年）9月30日には、「女子大生誕生110周年・文系女子大生誕生100周年記念式典」を挙行し、記念講演などを開催した。同式典には佳子内親王が出席し、挨拶の中で、東北帝大が女子に大学進学の道が開いたことについて「大切な一歩だったと感じます」と発言した。

## 女子大の日
女子大生の日とは別に女子大の日（じょしだいのひ）もある。女子大の日は4月20日で、1901年（明治34年）の同日に日本初の女子大学である日本女子大学校が開校したことを記念する日である。